# 阿舒基诺
阿舒基诺（羅馬化：Ashukino）是俄罗斯莫斯科州的市级镇，属州辖市普希金诺市，地处莫斯科州北部，位于普希金诺及州府莫斯科东北方。伏尔加河流域内沃里亚河一支流塔利察河（Талица）流经该地。镇内设有同名铁路车站。
该地2021年人口有9,346人；2010年人口9,942；2002年人口6,362；1989年人口4,585。